# Pamětní medaile

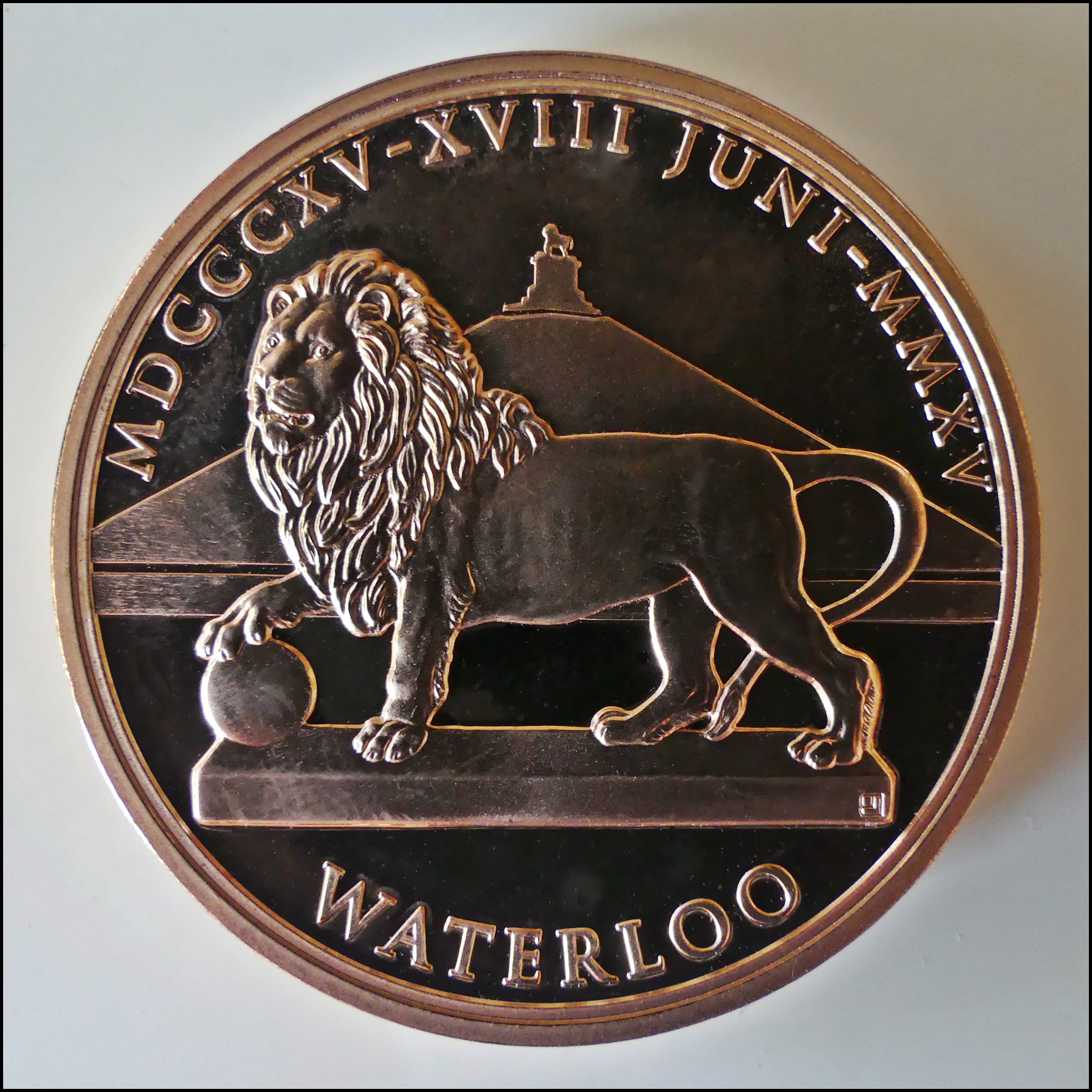
Medaile vítězství u Waterloo.

Pamětní medaile se razí k příležitosti výročí, na památku významných událostí, osobností. Pamětní medaile jsou emitovány pravidelně. Mezi sběrateli medailí jsou pamětní medaile nejoblíbenější z důvodu širokého záběru témat, kterých se medaile týkají a jejich historického kontextu. Líc pamětní medaile většinou vyobrazuje osobu nebo skupinu osob. Rub danou osobu charakterizuje nebo blíže znázorňuje téma medaile pomocí alegorických výjevů a obrazového vyprávění.

## Rozdíl mezi mincí a medailí
Medaile bývají často zaměňovány s mincemi. Jak mince tak medaile mají kulatý tvar, portrét z přední strany a jsou vyrobeny z kovu. Hlavní rozdíl mezi mincí a medailí je v jejich nominální hodnotě. Mince mají nominální hodnotu, medaile nominální hodnotu nemají. Mince slouží jako oficiální platidlo (v případě neoběžné pamětní mince pouze teoreticky), kdežto medaile ne. Rozdíl je také dán autoritou, která je razí. Mince razí zpravidla centrální banka, medaile může razit jak státní instituce, tak soukromý subjekt.
Mince bývají raženy v tisících až milionech kusů v jedné emisi, zatímco medaile v nízkých nákladech - pár set nebo pár tisíc kusů. Medaile nemusí mít vždy kulatý tvar, mohou být vypracovány z různých materiálů a v různých hmotnostech. Design a témata pamětních medailí mají širší záběr.

## Hodnota pamětních medailí
Pamětní medaile primárně neslouží investičním účelům. Jsou vyráběny, aby připomněly významnou společenskou, politickou událost nebo osobnost, slouží pro připomenutí životních milníků jako je narození, svatba a podobně. Hodnota pamětních medailí tkví v kovu, ze kterého jsou zpracovány, v množství kusů medailí v jedné emisi a v uměleckém provedení medaile. Pamětní medaile časem zhodnocují, pokud jsou vzácné, zachované v dobrém stavu a vyobrazují oblíbené sběratelské téma.

## Historie
Ražba prvních medailí sahá daleko do období antiky. Razily se k reprezentačním účelům a i když šlo o mince, nebyly v oběhu, ale ukládaly se k památečním účelům. Říkalo se jim medailony.
První medaile, kterou můžeme považovat za pamětní, byla představena v 15. století, italským rytcem a sochařem, Pisanellem (1395 - 1455). Na této medaili ztvárnil Byzantského císaře Jana VIII. Palailogose s vysokým kloboukem s převrácenou krempou. Pisanellovy medaile nejčastěji vyobrazovaly busty slavných mužů na líci medaile a jejich úspěchy na rubu.
Monarchové v celé Evropě rychle poznali potenciál medailí. Ty jim dávaly prostor k ztvárnění a obdivování jejich vojenských úspěchů, narození potomků a dalších. Medaile pak monarchové darovali vzácným hostům.
Koncem 16. století se pro výrobu medailí začaly používat razidla a lisy. V této době se medaile nosily jako ozdoba připevněné na oblečení nebo pověšené kolem krku. Medaile hrály významnou estetickou a intelektuální roli. V 17. a 18. století začalo být vyrábění pamětních medailí bráno jako důležitá aktivita státu. Proto byla většina medailí vyráběna ve státních mincovnách a navrhována předními rytci.
V 19. století začala být ražba medailí prováděna pomocí parních lisů.

## Výroba pamětních medailí
Výroba pamětních medailí je velice zdlouhavý a náročný proces. Vyžaduje zapojení spousty lidí, kteří se podílí na procesu - od návrhářů, přes obsluhu pásů, po raziče.
Technik pro výrobu medailí se používá několik. Mezi ty hlavní lze řadit:
- Tepání
- Lití
- Ražení

První zmíněná se již téměř nepoužívá. Metoda lití byla velmi oblíbená v období renesance a díky ní vznikly medaile, jež jsou považovány za nejkrásnější. Poslední metoda je blíže popsaná v následujících odstavcích:

### Použité materiály
Pamětní medaile se mohou lišit v materiálech, ze kterých jsou vyrobeny. Nejčastěji však obsahují měď, olovo, stříbro, zlato. Většina pamětních medailí bývá vyrobena ze slitin mědi - bronzu nebo mosazi. Ty pro tavení vyžadují nižší teplotu, než čistá měď, což znamená, že se snadněji odlévají.
Pozornost společnosti je často ubírána k materiálům, ze kterých se vyrábějí olympijské medaile. Poslední zlatá olympijská medaile vyrobená skutečně ze zlata byla udělena roku 1912. Existují ale určitá pravidla. Zlaté olympijské medaile jsou například plátovány alespoň 6 gramy zlata. Zbytek zlaté olympijské medaile tvoří stříbro a měď. Medaile, která se může pyšnit tím, že je skutečně zlatá je ta, udělovaná laureátům Nobelových cen.

### Výroba formy
Při výrobě třídimenzionálních pamětních medailí musí nejdříve sochař vytvořit zvětšený model medaile jemně vytesaný do keramické hlíny. Do modelu je následně vylita sádra a odlitek je pomocí speciálního 3D redukčního přístroje zmenšen na požadovanou velikost.

### Výroba železného razidla
Pro výrobu razidla se používá forma z předchozího kroku. Razidlo je ohříváno, aby dosáhlo co největší tvrdosti. Razidlo musí být natolik tvrdé, aby vydrželo tlak při ražbě. Povrch je v několika krocích opracováván a vyhlazován.

### Ražba
Vyleštěné plíšky kovu jsou vsazeny do kulatého prstence umístěného uvnitř razícího lisu mezi vnitřní a vnější stranu razidla. Poté je do plíšku vyražen motiv razidla díky tlaku na obou stranách. Medaile s označením proof (medaile nejvyšší jakosti) jsou dokonce raženy několikrát za sebou.